# 7860 Цанле
7860 Цанле (7860 Zahnle) — астероїд головного поясу, відкритий 6 серпня 1980 року.
Тіссеранів параметр щодо Юпітера — 3,588.
Названо на честь американського астронома Кевіна Цанле (*1955)